# Шабдурасулов Ігор Володимирович
Ігор Володимирович Шабдурасулов (рос. Игорь Владимирович Шабдурасулов; нар. 3 жовтня 1957, Ташкент, Узбецька РСР) — російський політичний та державний діяч, науковець, кандидат географічних наук.

## Життєпис
Ігор Шабдурасулов народився 3 жовтня 1957 року в Ташкенті. Дідусь по матері, був одружений з росіянкою, у 1930-х роках обіймав посаду наркома іригації Туркестану. Ігор Шабдурасулов ріс без батька. З матір'ю переїхав у Москву. Мати навчилася в інституті, потім закінчила аспірантуру. Оскільки часто бувала у відрядженнях, віддала сина в інтернат. Ігор Шабдурасулов закінчив географічний факультет Московського державного університету ім. М. Ломоносова у 1979 році (кафедра геоморфології). Працював у Інституті географії АН СРСР. У 1991-1992 роках — заступник директора виконавчого бюро Ради президентів академій наук.
Обіймав посади у Апараті Уряду Російської Федерації та Адміністрації Президента Росії. Працював заступником керівника адміністрації президента Російської Федерації Бориса Єльцина з квітня 1998 по 28 серпня 1998 року.
З 15 жовтня 1998 по 3 вересня 1999 року був генеральним директором телеканалу ОРТ.
Ігор Шабдурасулов був першим заступником керівника адміністрації Президента Російської Федерації Бориса Єльцина з 3 вересня 1999 по липень 2000 року.
У 2000-2010 роках президент Незалежної благодійного фонду «Тріумф-Нове століття», генеральний директор Фонду підтримки народної команди «Спартак», директор Автономної некомерційної організації кінематографістів «Ніка».
Ігор Шабдурасулов був головою ради директорів ЗАТ «Московська незалежна мовна корпорація ТВ-6 Москва» у 2001-2002 роках.
Керівник департаменту культури та інформації уряду Російської Федерації у 2010 році.
У 2010-2012 роках на посаді генерального директора ТОВ «ІНФЛЕКС».
З листопада 2012 по березень 2013 рік Ігор Шабдурасулов віце-президент оргкомітету «Сочі-2014».
З 2013 року — генеральний директор льодового комплексу на Рубльовсько-Успенському шосе.